# Christian Michelsen
Peter Christian Hersleb Kjerschow Michelsen (1857-1925), más conocido como Christian Michelsen, fue un magnate de navíos mercantes y político noruego. Fue primer ministro de Noruega entre el 1905 (luego de la independencia) y el 1907 y el noveno primer ministro de Noruega entre 1905 y 1907. Es conocido por su papel en la disolución de la Unión entre Suecia y Noruega el 1905 y uno de los políticos noruegos más influyentes de su época.

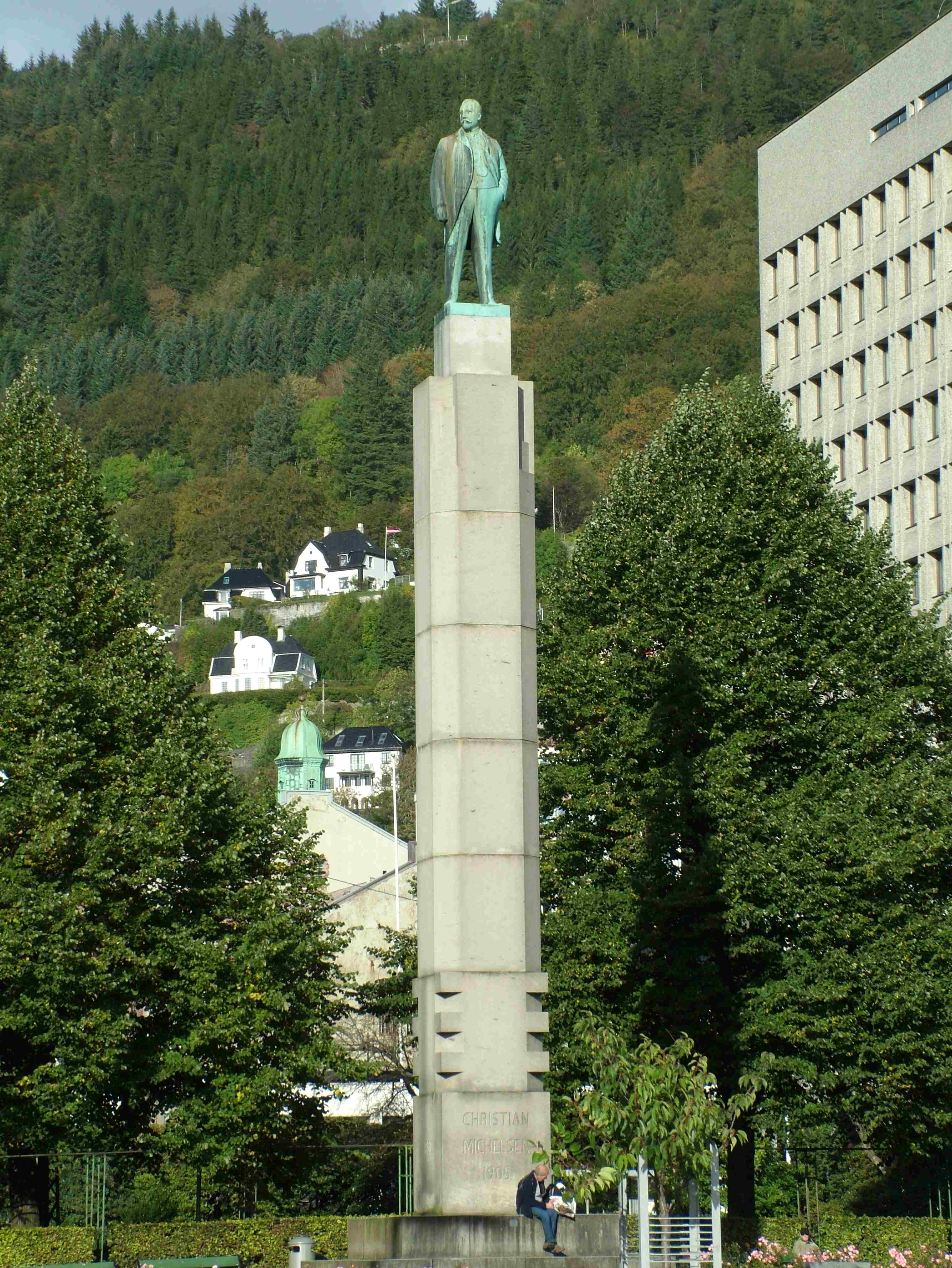
Monumento conmemorativo a Christian Michelsen. Bergen, Noruega.

## Historia
Nació en Bergen, recibió el nombre de su abuelo, el obispo Peder Christian Hersleb Kjerschow. Era el mayor de cinco hermanos nacidos en una familia de comerciantes. Michelsen asistió a la Escuela de la Catedral de Bergen. Estudió Derecho en la  Real Universidad de Frederick y se convirtió en abogado. Más tarde fundó la compañía naviera Chr. Michelsen & Co., que se convirtió en una de las mayores de Noruega.

### Inicios
Christian Michelsen creció en una familia de comerciantes conservadores de Bergen, siendo el mayor de cinco hermanos. Recibió impulsos culturales, intelectuales y políticos. Desde muy joven destacó por su facilidad de palabra, su interés por el teatro y su pasión por el debate.
Tras realizar el examen de acceso a la universidad en Bergen en 1875, Michelsen se matriculó como estudiante de Derecho en la Universidad de Christiania (Oslo). En 1877 se convirtió en editor del periódico de la Asociación de Estudiantes, y era conocido por su aversión a los partidos políticos. Michelsen se licenció en Derecho en la primavera de 1879, un año después de comprometerse con Benny Wallendahl.
Durante un breve periodo, Michelsen trabajó como secretario del magistrado del distrito de Midthordland, antes de establecerse como abogado del tribunal superior en su ciudad natal, Bergen. Su objetivo, sin embargo, era entrar en política, pero primero tuvo que asegurarse su independencia económica. Se dedicó a la navegación, la especulación bursátil y el corretaje. Tras casarse en 1881, fundó la naviera Chr. Michelsen & Co en 1882.
En 1884, Michelsen intentó crear en Bergen una asociación política centrista, crítica tanto con los conservadores como con los liberales. No lo consiguió, y ese mismo año se afilió al Partido Liberal, aunque se consideraba conservador. En 1888 fue elegido concejal del ayuntamiento de Bergen y miembro de su junta directiva, así como diputado suplente del Storting.

## Carrera política
Se convirtió en miembro del Parlamento noruego (Storting) en 1891, en representación del Partido Liberal de Noruega. Se consideraba a sí mismo por encima de las pequeñas luchas de los partidos, y uno de sus principales objetivos era crear una coalición de partidos que iban desde el Partido Conservador hasta el Partido Liberal, al que llamó Partido Coalición. Se desempeñó como ministro de Finanzas en el segundo gabinete de Francis Hagerup y fue uno de los más firmes defensores de una política más firme en relación con la unión entre Suecia y Noruega. En marzo de 1905, Michelsen reemplazó a Francis Hagerup como primer ministro e inmediatamente se convirtió en el líder del movimiento hacia la disolución de la unión  (Unionsoppløsningen i 1905).

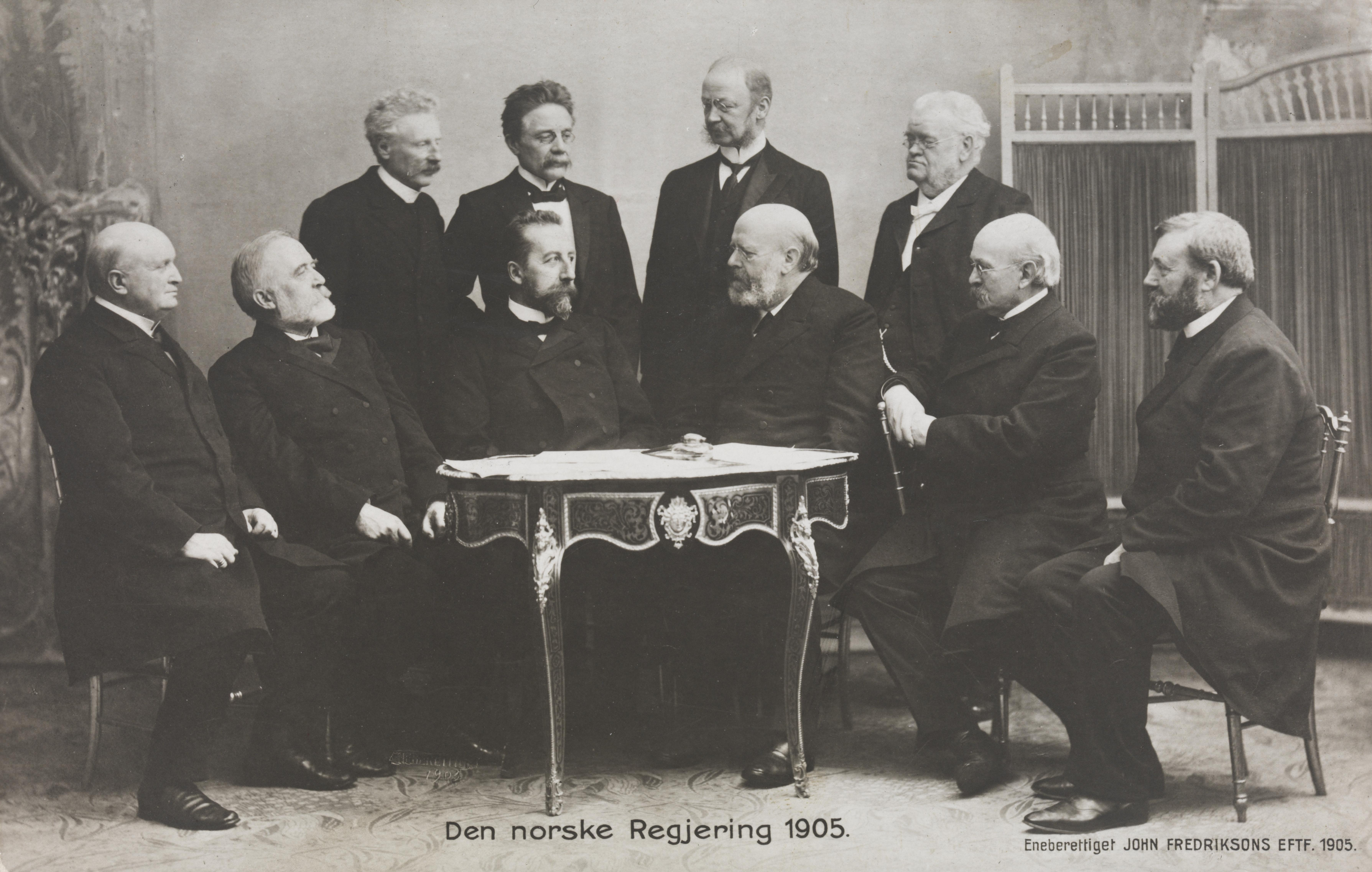
Fotografía del Gabinete de gobierno de Michelsen, formado por una coalición del Partido Liberal, el Partido Conservador, el Partido Liberal Moderado y el Partido de Coalición. Gobernó Noruega entre el 11 de marzo de 1905 y el 23 de octubre de 1907.

La base formal para la disolución fue la negativa del rey Óscar II de Suecia a aceptar las leyes consulares noruegas (Konsulatsaken). El gobierno sueco había insistido durante varios años en que las leyes que regían los asuntos exteriores debían ser parte del acuerdo sindical y, como tal, el Storting noruego no podía aprobar leyes consulares sin el consentimiento del Parlamento sueco (Riksdag). Los suecos estaban dispuestos a aceptar el impulso noruego de asuntos consulares separados, pero exigieron que Noruega aceptara el precedente bajo el cual la unión había operado durante 90 años, a saber, que el ministro de Relaciones Exteriores fuera sueco. Esto, sintieron los noruegos, reconocía que Suecia tenía una ventaja en la Unión. Si bien esta supremacía existía en realidad, los noruegos no estaban dispuestos a aceptar la relación desigual sobre una base legal formal.
El 27 de mayo de 1905, el rey Oscar se negó a firmar el proyecto de ley y, en respuesta, los ministros del gabinete noruego dimitieron colectivamente. El rey no tomó más medidas, probablemente consciente de que la disolución de la Unión era inminente, y los políticos suecos no hicieron nada, probablemente creyendo que se trataba de otra retirada política noruega. El 7 de junio, el Storting noruego declaró que debido a que el rey no había podido formar un nuevo gobierno en Noruega después de la renuncia de Michelsen, había perdido la capacidad de gobernar y, por lo tanto, había dejado de ser rey de Noruega. Este movimiento estratégico le dio a la disolución una base legal en cierto modo, y fue principalmente obra de Christian Michelsen. Sabía que el pueblo noruego, después de meses de información bien dirigida en una prensa unánime, estaba unido de una manera que es extremadamente rara en una democracia. En el referéndum que demostró la voluntad noruega de disolver el sindicato, la retención del sindicato obtuvo solo 184 votos en todo el país, lo que representó solo un voto de cada 2000 emitidos.

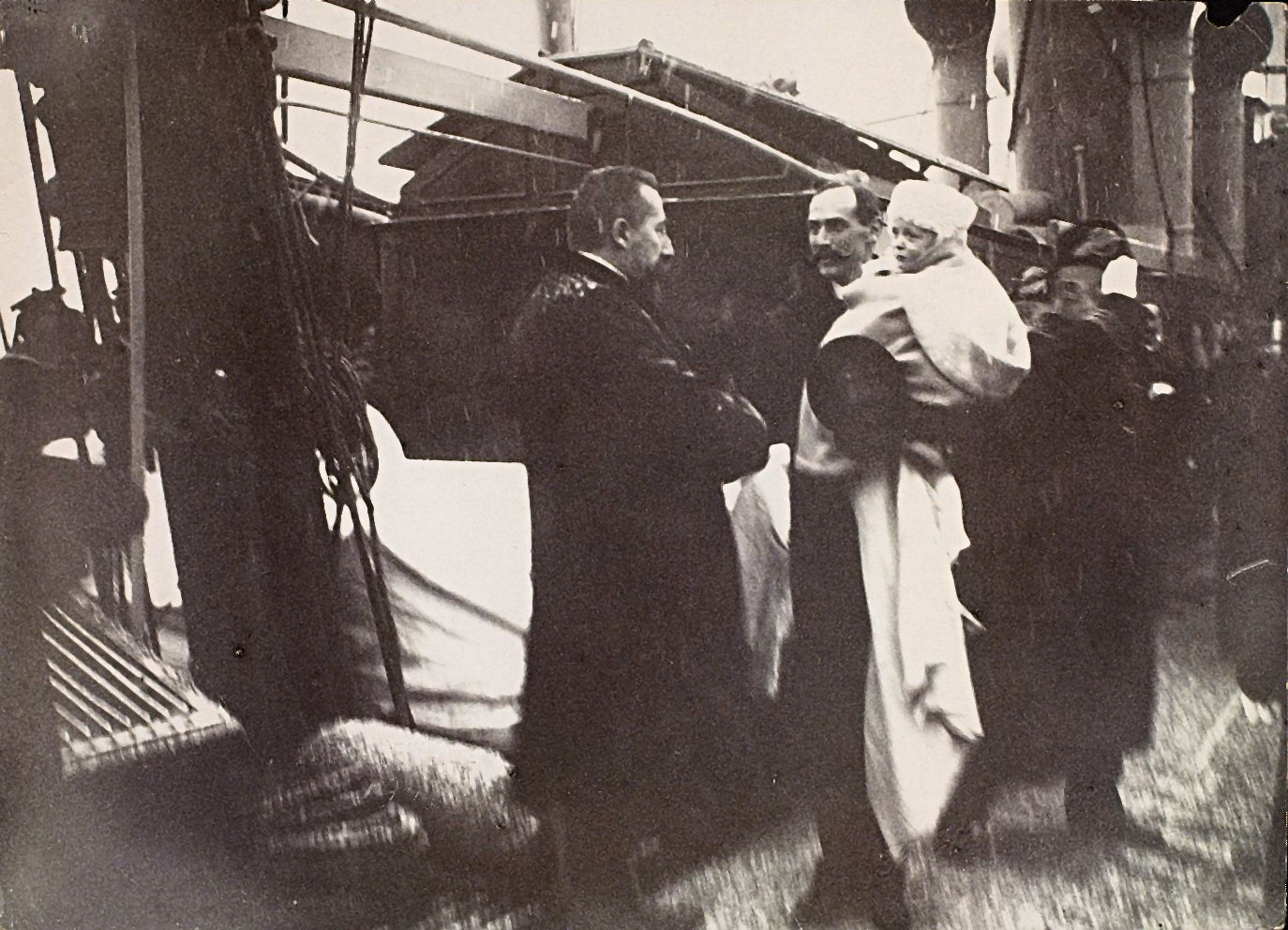
Michelsen saluda al rey Haakon y al príncipe Olav cuando llegan a Noruega por primera vez en 1905.

Michelsen, aunque creía en una república democrática en Noruega, aceptó que una monarquía democrática tendría las mayores posibilidades de ser aceptada en el extranjero y entre la mayoría de los noruegos. El príncipe Carl de Dinamarca se convirtió en rey Haakon VII de Noruega después de que un nuevo referéndum hubiera otorgado a los proponentes de la monarquía aproximadamente el 79% de los votos emitidos.
Tras tres días de viaje desde Dinamarca, el 25 de noviembre de 1905, el nuevo monarca llegó a  Christiania (Oslo) , donde él y su familia fueron recibidos solemnemente por Christian Michelsen. También presentó una propuesta al Storting para establecer la lista civil del rey noruego en 700 000 coronas durante todo su reinado ya que hasta ahora, la lista civil estaba fijada para un año. Facción de extrema izquierda del parlamento ( Partido Laborista Noruego) protestó tanto contra la duplicación del tamaño de la lista civil como contra la fijación por mucho tiempo, pero ambas medidas fueron aprobadas por una mayoría de 100 votos en contra.
En 1906, Michelsen ganó las elecciones con una fórmula "por encima de los partidos", que rápidamente alejó de él a los principales liberales. En 1907 dimitió, cansado de las pequeñas disputas entre los líderes políticos y aceptando que sus puntos de vista políticos habían sido derrotados. Jørgen Løvland continuó con el trabajo de Michelsen, pero no tuvo la voluntad de obligar a la coalición a permanecer unida, y en 1908 la coalición se rompió. En política social, la época de Michelsen como primer ministro vio la aprobación de la Ley de 1906 sobre contribuciones del gobierno central y local a los fondos de desempleo, que introdujo el seguro voluntario.
En 1925, junto con el explorador polar Fridtjof Nansen y el industrial Joakim Lehmkuhl, fundó la «Liga de la Patria» (Asociación Patriótica, Fedrelandslaget).
El propio Michelsen, junto con Abraham Berge, participó en la fundación del Partido Liberal del Librepensamiento ("Partido del Librepensamiento Venstre, Frisinnede Venstre ). El partido siguió una orientación liberal de derecha, estando en oposición al Partido Liberal y en alianza con el Partido Conservador; tras la victoria de su coalición en las elecciones, Michelsen fue considerado como uno de los candidatos al puesto de primer ministro.
Además de sus actividades políticas, Michelsen era conocido como mecenas de las artes y la cultura: por ejemplo, desde 1881 hasta su muerte, fue presidente del teatro más grande de Bergen, Den Nationale Scene.

## Antecedentes de la unión con Suecia
A finales del siglo XIII, Noruega se vio obligada a unirse a Dinamarca. El reino de Dinamarca-Noruega duró más de 400 años, hasta 1814. Los noruegos no disfrutaron de este estado de cosas, al respecto el famoso dramaturgo Henrik Ibsen lo definió como "la noche de los 400 años". No, no fueron felices en absoluto.
En 1814 estalló la guerra napoleónica. El reino de Dinamarca-Noruega apoyó a Napoleón, mientras que el reino de Suecia se unió a la coalición en su contra. Noruega aprovechó aquel confuso momento y declaró su independencia de Dinamarca el 17 de mayo de 1814. La guerra terminó unos meses después y vio cómo Napoleón y sus aliados eran derrotados. El reino de Suecia ganó la guerra y pidió a Dinamarca obtener Noruega, todo el país, como botín de guerra. Dinamarca aceptó. Noruega no estaba en absoluto de acuerdo con esa decisión pero, al mismo tiempo, no tenía influencia política real. Tampoco era lo suficientemente fuerte desde el punto de vista económico o militar. En otras palabras, Noruega no era capaz de proteger sus fronteras ni a su pueblo. En agosto de 1814 se vio obligada a unirse a Suecia hasta 1905.
Más de 500 años de historia de Noruega están estrechamente entrelazados con sus dos imponentes vecinos: Suecia y Dinamarca. Gracias a sus habilidades políticas y diplomáticas, Christian Michelsen hizo de Noruega un Estado independiente el 7 de junio de 1905 y se convirtió en su primer primer ministro. Por eso ocupa un lugar especial en la historia de Noruega y en el corazón de los noruegos.

## Vida personal
Se casó en 1881 con Johanne Benedicte Wallendahl (1861-1910).  
En 1905 se le concedió la Gran Cruz de la  Orden Real Noruega de San Olav y en 1907 recibió también el Collar.
Como los hijos de Michelsen, Einar y Benny, no tuvieron hijos, a excepción de la hija adoptiva de Benny, Evy, en 1918 Michelsen hizo modificar la Ley de Sucesiones para que, en el caso de una fortuna importante, las porciones legales a los herederos pudieran reducirse en favor del bienestar público. Esto le permitió dejar la mayor parte de su fortuna al Fondo Chr. Michelsen. Los rendimientos del fondo se destinarían a la creación y dirección del Instituto Chr. Michelsens para la Ciencia y la Libertad Intelectual, que se supone promueve, entre otras cosas, "la labor cultural y científica para fomentar la tolerancia entre naciones y razas - religiosa, social, económica y política".

### Palacio de Gamlehaugen

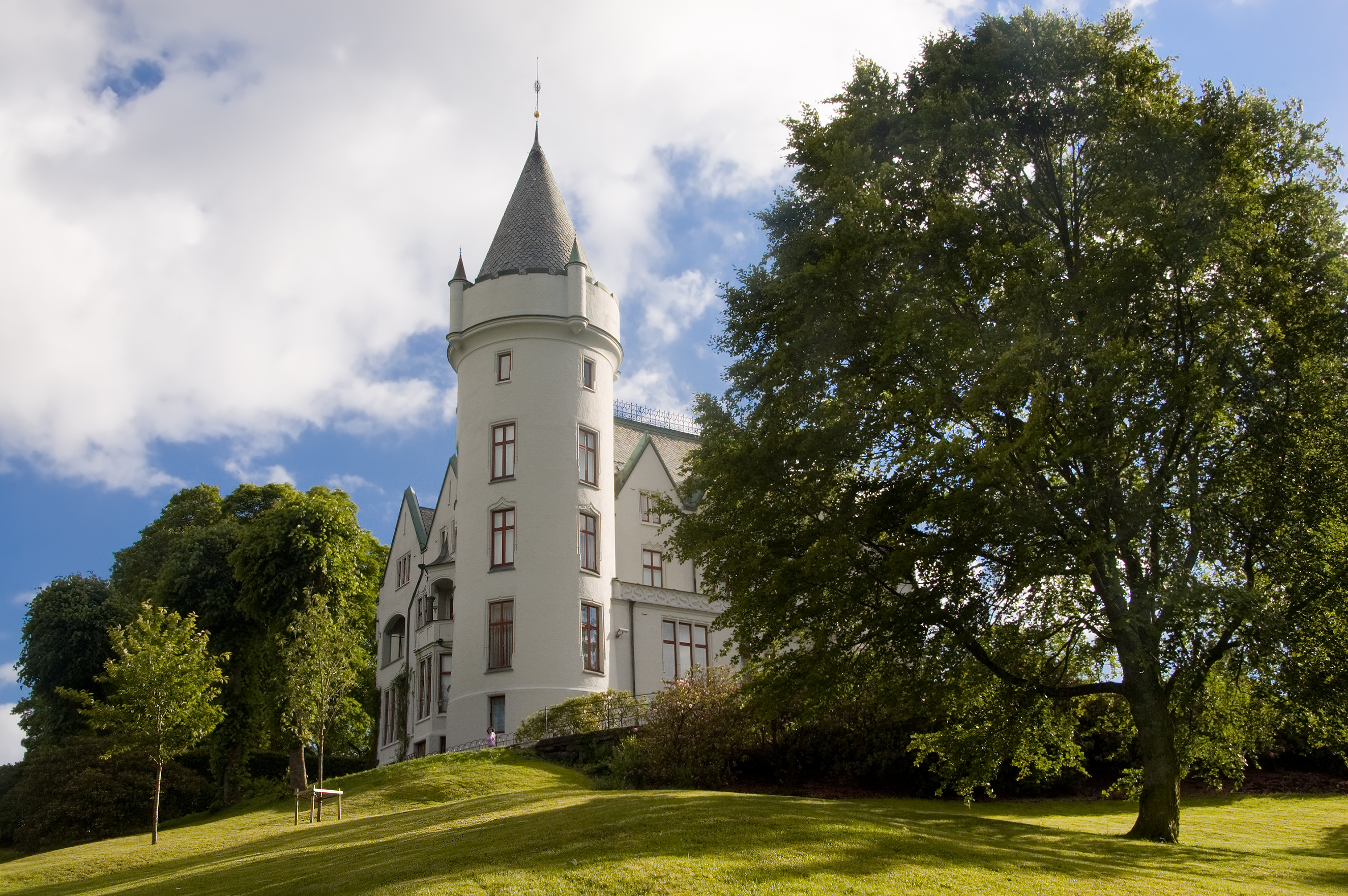
Vista del Palacio de Gamlehaugen.

El Palacio de Gamlehaugen es la residencia oficial del rey de Noruega cuando está en Bergen. Fue construido entre 1899 y 1900 por el arquitecto Jens Zetlitz Kielland para el propio Christian Michelsen. Al morir en junio de 1925, la mansión fue cedida al Estado como residencia real, museo y "propiedad nacional" y está abierta a los visitantes.

## Instituto Christian Michelsen para la Ciencia y la libertad intelectual

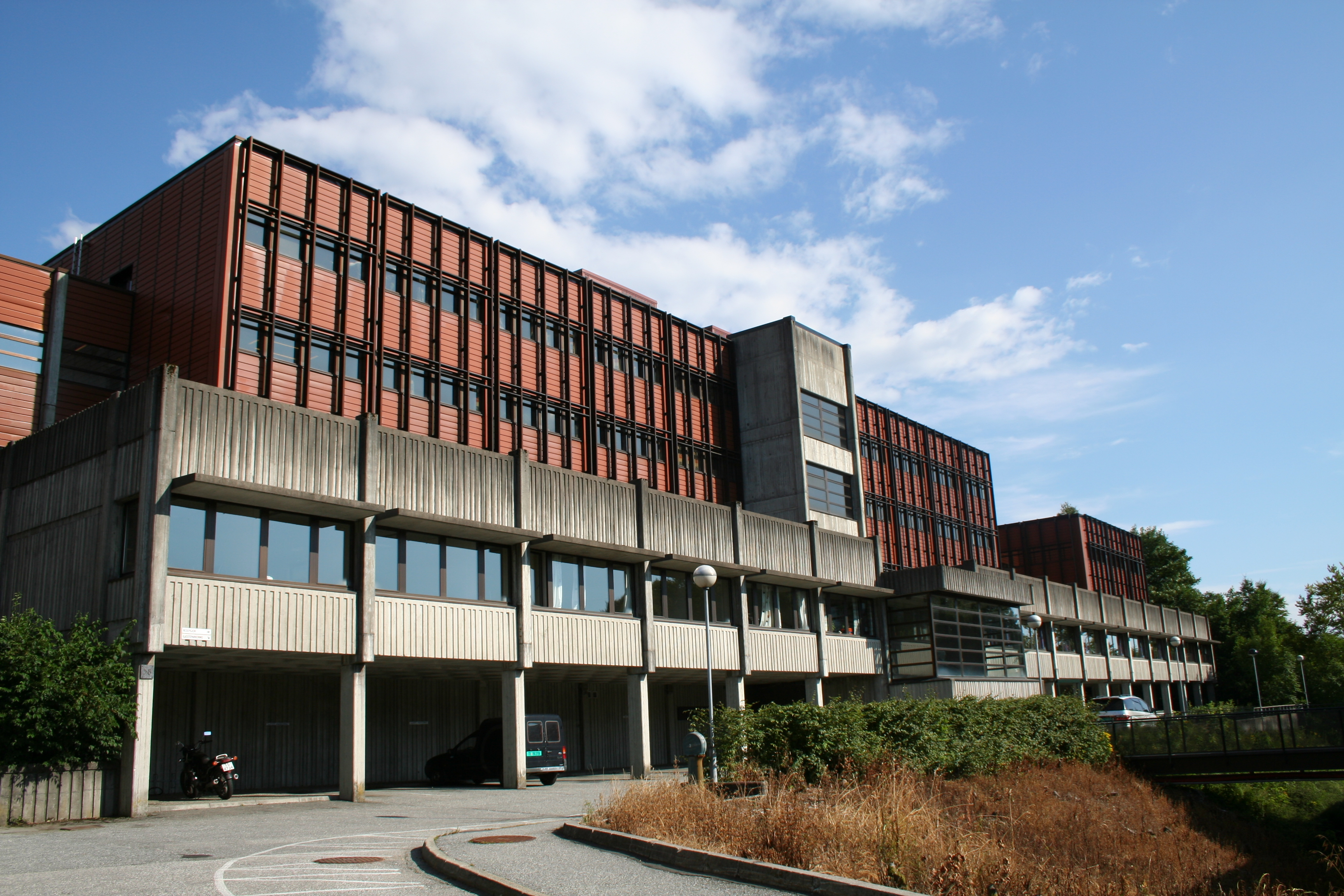
El Chr. Michelsen Institute en Bergen.

Michelsen legó la mayor parte de su patrimonio a un fondo que hizo posible la creación y el funcionamiento del «Instituto Chr. Michelsen para la Ciencia y la Libertad Intelectual». En los últimos tiempos, el Instituto Chr. Michelsen (CMI) se creó como centro independiente de investigación sobre desarrollo y política internacional. Fundado en Bergen en 1930, el CMI lleva a cabo tanto investigación aplicada como teórica, y tiene un perfil multidisciplinar.
El instituto realiza investigaciones teóricas y aplicadas, centrándose en las siguientes cuatro áreas temáticas principales:
- Derechos humanos;
- Democracia y desarrollo;
- Paz, conflictos y estado;
- Alivio de la pobreza y reforma del sector público.[13]

El Instituto trabaja en su compromiso con los serios desafíos que enfrenta la humanidad en relación con el cambio climático y el creciente número de conflictos en todo el mundo. Su objetivo es fortalecer su capacidad de influir en un cambio social positivo y mejorar su compromiso con los que toman decisiones, activistas y comunidades locales y aumentar la presencia del instituto en ámbitos clave en Noruega y en el extranjero. El instituto tiene acuerdos a largo plazo con organizaciones similares de otros países. Intenta ser un modelo a seguir en una sociedad igualitaria e inclusiva. Crea plataformas de diálogo e interacción entre investigadores, formuladores de políticas y profesionales donde pueden aprender los unos de los otros.

## Condecoraciones

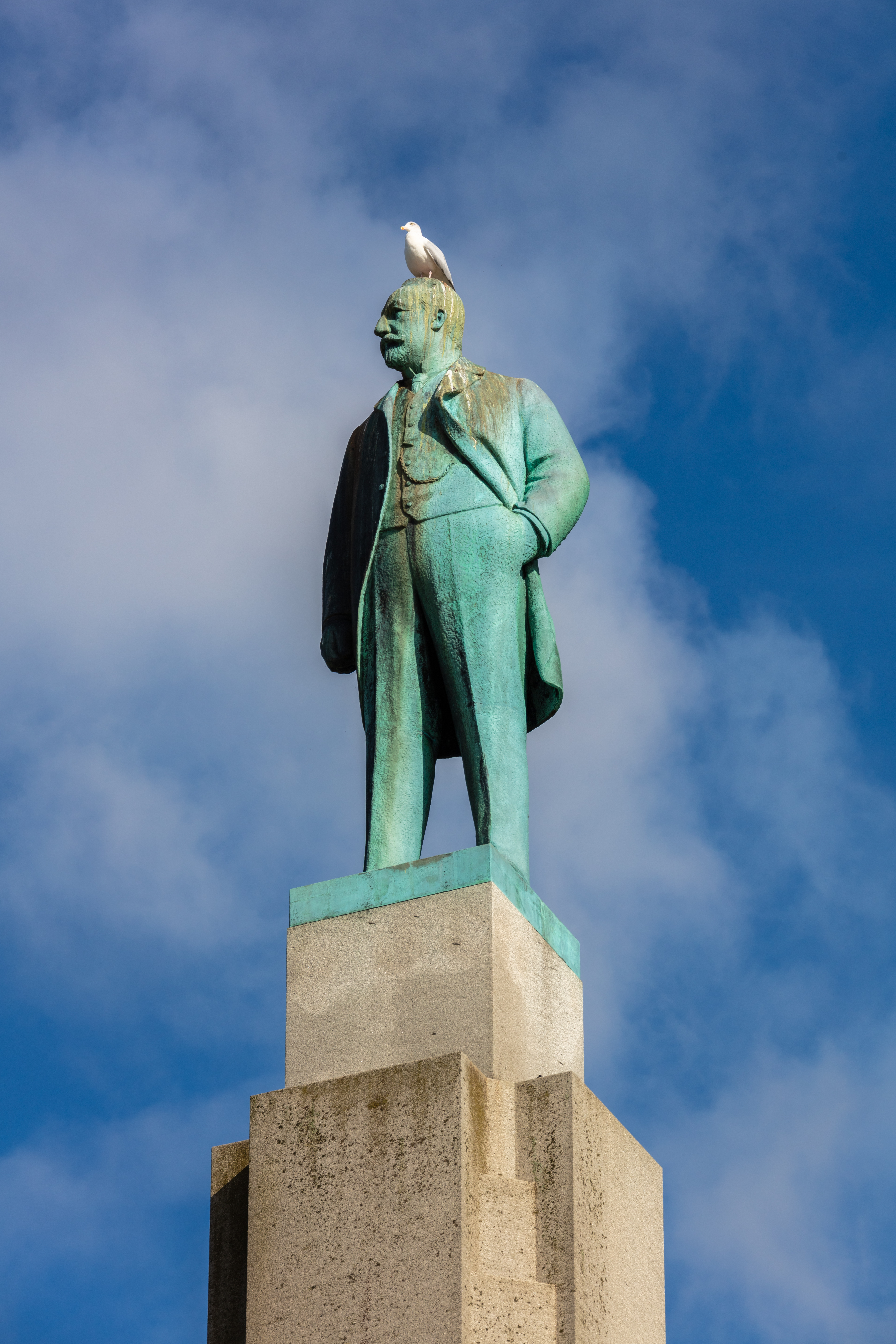
Estatua en su honor en el centro de Bergen, Noruega.

El 25 de noviembre de 1905, Michelsen fue nombrado Gran Cruz de la Orden de San Olav y fue desde la misma fecha Canciller de la Real Orden de los Caballeros de Noruega. Luego había ascendido en rango de caballero de primera clase (1896) sobre comandante de segunda clase (1898) a comandante de primera clase desde el 21 de enero de 1905. Michelsen también era el poseedor de la medalla de ciudadanía en oro, la medalla del 7 de junio y la coronación Medalla 1906 .
También recibió varias condecoraciones extranjeras. Llevaba la Gran Cruz de la Orden de Dannebro, de la Legión de Honor y de la Orden del Águila Roja (Prusia), era titular de la 2.ª clase de la Orden de Santa Anna (Rusia), comandante de la 1.ª clase de la Orden de la Estrella del Norte, y fue titular de la Orden del Impuesto Sagrado (Japón) y la Orden del Doble Dragón (China).